# Deževni dan v New Yorku
Deževni dan v New Yorku  (angleško A Rainy Day in New York) je ameriški romantično komični film iz leta 2019, ki ga je režiral in zanj napisal scenarij Woody Allen. V glavnih vlogah nastopajo Timothée Chalamet, Elle Fanning, Selena Gomez, Jude Law, Diego Luna in Liev Schreiber. Zgodba sledi romantičnim dogodivščinam mladega študenta Gatsbyja (Chalamet) ob enotedenskih počitnicah v rojstnem New Yorku, ob katerem poskuša utrditi zvezo s svojim dekletom Ashleigh (Fanning), ko le ta v mestu snema intervju z znamenitim filmskim režiserjem (Schreiber). 
Film je bil končan že leta 2018, toda distributer Amazon Studios je ustavil izdajo zaradi vnovičnih obtožb na račun Allena in gibanja Me Too. Premierno je bil tako prikazan 26. julija 2019 na Poljskem, mednarodni distributerji pa so ga prikazovali še v več evropskih, južnoameriških in azijskih državah. Na strani Rotten Tomatoes je prejel oceno 61%.

## Vloge
- Timothée Chalamet kot Gatsby Welles
- Elle Fanning kot Ashleigh Enright
- Selena Gomez kot Shannon Tyrell
- Jude Law kot Ted Davidoff
- Diego Luna kot Francisco Vega
- Liev Schreiber kot Roland Pollard
- Kelly Rohrbach kot Terry
- Annaleigh Ashford kot Lily
- Rebecca Hall kot Connie Davidoff
- Cherry Jones kot ga. Welles
- Will Rogers kot Hunter Welles
- Suki Waterhouse kot Tiffany
- Ben Warheit kot Alvin Troller
- Griffin Newman kot Josh Loomis
- Kathryn Leigh Scott kot Wanda
- Don Stephenson kot natakar